# Plica genitalis
Die Plica genitalis (Genitalfalte, Geschlechtsgangfalte) ist eine paarige Serosaduplikatur im peritonealen Teil der Beckenhöhle vieler Säugetiere. Sie entsteht beim Embryo bei der Verschmelzung der Müller-Gänge aus der von ihnen mitgezogenen Bauchfellfalte. In der Falte verläuft neben dem Müller-Gang auch der Wolff-Gang. Postnatal wird die Plica genitalis beim weiblichen Tier zum breiten Gebärmutterband, ihr vorderer Abschnitt zum Mesovarium. Beim männlichen Tier verläuft in dieser Falte der Endabschnitt des Samen- und des Harnleiters, weswegen sie früher auch als Plica urogenitalis (Harn- und Geschlechtsgangsfalte) bezeichnet wurde. Außer bei Raubtieren enthält die Falte auch die Samenblasendrüse.
Die Plica genitalis grenzt im peritonealen Teil der Beckenhöhle zwei Etagen ab, die nach vorn zur Bauchhöhle offen sind und nach hinten zum retroperitonealen Teil der Beckenhöhle blind enden. Sie werden als Exkavationen (Ausbuchtungen) bezeichnet. Zwischen Plica genitalis und dem Mastdarm liegt die Excavatio rectogenitalis, zwischen ihr und den seitlichen Harnblasenbändern die Excavatio vesicogenitalis.